# Mogadouro, Valverde, Vale de Porco e Vilar de Rei
Mogadouro, Valverde, Vale de Porco e Vilar de Rei (oficialmente: União das Freguesias de Mogadouro, Valverde, Vale de Porco e Vilar de Rei) é uma freguesia portuguesa do município de Mogadouro, com 103,22 km² de área e 3603 habitantes (censo de 2021). A sua densidade populacional é 34,9 hab./km².
Para além de Mogadouro, Valverde, Vale de Porco e Vilar de Rei a União de Freguesias é composta por mais duas aldeias da antiga freguesia de Mogadouro (Zava e Figueira) e por mais duas aldeias da antiga freguesia de Valverde (Quinta do Souto e Quinta de Santo André)

## História
Foi criada aquando da reorganização administrativa de 2012/2013, resultando da agregação das antigas freguesias de Mogadouro, Valverde, Vale de Porco e Vilar de Rei.

## Demografia
A população registada nos censos foi:
| Distribuição da População por Grupos Etários | Distribuição da População por Grupos Etários | Distribuição da População por Grupos Etários | Distribuição da População por Grupos Etários | Distribuição da População por Grupos Etários | Distribuição da População por Grupos Etários |
| -------------------------------------------- | -------------------------------------------- | -------------------------------------------- | -------------------------------------------- | -------------------------------------------- | -------------------------------------------- |
| Antes da agregação                           |                                              |                                              |                                              |                                              |                                              |
| Ano                                          | 0-14 anos                                    | 15-24 anos                                   | 25-64 anos                                   | >= 65 anos                                   | Total                                        |
| 2001                                         | 641                                          | 602                                          | 2166                                         | 682                                          | 4091                                         |
| 2011                                         | 494                                          | 420                                          | 2113                                         | 860                                          | 3887                                         |
| Após a agregação                             |                                              |                                              |                                              |                                              |                                              |
| Ano                                          | 0-14 anos                                    | 15-24 anos                                   | 25-64 anos                                   | >= 65 anos                                   | Total                                        |
| 2021                                         | 410                                          | 304                                          | 1858                                         | 1031                                         | 3603                                         |